# Biên Tĩnh lâu
Biên Tĩnh lâu là một tháp trống tại Thượng Quán (上館), thủ phủ của huyện Đại, Hãn Châu, Sơn Tây, Trung Quốc. Tháp này được thành lập từ năm 1476 và cao khoảng 39,3 mét (129 ft).

## Lịch sử
Nhạn Môn quan là một sự phòng thủ vị trí án ngữ quan trọng nhất của thời trung cổ và cổ đại Trung Quốc. Thị trấn chính gần phía nam nhất là huyện Đại ngày nay, trước đây, tên "huyện Đại" có khác là Quảng Vũ (廣武), Nhạn Môn và Đại châu (代州). Tháp này được thành lập vào năm Hồng Vũ thứ 7 (1374), cấu trúc nguyên thủy đó đã bị phá hủy bởi một đám cháy trong năm Thành Hóa thứ 7 (1471). Tháp hiện nay đã xây dựng trong địa điểm định cư đầu tiên vào năm Thành Hóa thứ 12 (1476). Nó đã phục hồi hơn nữa khoảng 4 lần dưới thời nhà Thanh, cũng như trong năm 1957, 1976 và 1986 trong thời Cộng hòa Nhân dân.  Sự phát triển gần đây với tầng một bị dột nát bởi lũ lụt. Biên Tĩnh lâu được đặt ra do Di tích văn vật trọng điểm bảo vệ cấp quốc gia (全国重点文物保护单位) bởi Cục văn vật Quốc gia (国家文物局) trong năm 2002.

## Cấu trúc
Tháp trống hiện nay cao khoảng 39,3 mét (129 ft). Nền đá khoảng được cho là 40 mét (130 ft), rộng 33 mét (108 ft) và cao 13 mét (43 ft). Tháp bằng gỗ hướng về phía nam. Đơn vị đo của truyền thống Trung Hoa là 7 gian (間) chiều dài và 5 chiều rộng; nó có 3 tầng và đạt được cao khoảng 26 mét (85 ft). Nó cũng có hai cái tấm áp phích to đọc là "Nhạn Môn Đệ nhất lâu" (鴈門第一樓) và "Thanh Văn tứ Đạt" (聲聞四達).